# Neobstoj
Neobstoj - Znanost na tem področju nima kaj povedati. Neobstoj je zunaj področja racionalnega dokazovanja in sodi na področje filozofije. gl. Friedrich Nietzsche : Tako je govoril Zaratustra. Najosnovnejša debata o neobstoju Boga poteka med laiki še danes, saj filozofi in znanstveniki niso znali dokazati neobstoja Boga. 
V Ezoteriki je to najvišja stopnja razvoja zavesti, ko preide materialno v duhovno. Glej Osho : Knjiga o niču.
V Wikipediji to velja za povezave, ki so označene z rdečim, kar pomeni, da moramo članke o tej temi še napisati.